# Tóth Krisztián Márk (sportújságíró)
Tóth Krisztián Márk (Szolnok, 1978. április 26. –) szabadúszó magyar autó/motorsport újságíró, "kilengő blogger", aki a mainstream vonaltól élesen elütő írásaival és véleményével szerzett nevet magának.

## Pályafutása
Újságírással a kosárlabdázó karrierjének végeztével, 2015-ben kezdett el foglalkozni. Előbb a Motor & Verda Magazin, majd a Flyerz Magazin csapatához került, ahol a Flyerz autó/motorsport print rovatának vezetője lett. 
A FansBrands hírportál munkatársa, főszerkesztője, az Új Szó FormaBontó podcastjének műsorvezetője.
Több évnyi Forma-1-es helyszíni tudósítás, a Digi Sport Go Bike Magazinjának műsorvezetése és rádiózás után 2019-ben a FansBrands magazinhoz szerződött, ahol jelenleg is főszerkesztő titulusban dolgozik. Mellette több országosan ismert autó/motorversenyző és csapat sajtófőnöki pozícióját ellátta (Gender Racing Team, Solution Racing Team), a Laller Racing Dakar Team és Horváth Lajos „Laller” médiareferenseként több Dakar Rallyról, tereprali világkupa futamról, valamint nemzetközi versenyekről tudósított és tudósít. 
Ugyanebben az esztendőben a Magyar Motorsport Szövetség (MAMS) tereprali szakágának sajtófőnökévé lépett elő. 2022-ben új projektbe kezdett, a szlovákiai magyarság napilapjában, az Új Szóban autó/motorsport podcastet vezet, amely FormaBontó névre hallgat. 
Frontális és sarkos véleményeinek köszönhetően jelenleg a magyar nyelvű közösségi médiában ő legnagyobb követőtáborral rendelkező szabadúszó nem televíziós újságíró az autó/motorsport szakmát tekintve.